# 4450 Пан
4450 Пан е астероид, открит на 25 септември 1987 от Юджийн и Каролин Шумейкър.